# Francisco García Pimienta
Francisco Javier García Pimienta (ur. 5 sierpnia 1974 w Barcelonie) – hiszpański trener i piłkarz, grający na pozycji pomocnika.

## Kariera piłkarska
García Pimienta to wychowanek FC Barcelony. Przez wiele lat reprezentował barwy trzeciej i drugiej drużyny tego klubu, ale w pierwszej drużynie wystąpił tylko w jednym meczu.
Podczas gry w zespołach rezerwowych Barcy zaliczył on również dwa wypożyczenia do CF Extremadura i UE Figueres.
W 1999 roku definitywne odszedł do CE L’Hospitalet. W 2003 roku przeniósł się do UE Sant Andreu. W 2004 roku zdecydował się zakończyć karierę piłkarską.

## Kariera trenerska
Po zakończeniu kariery piłkarskiej García Pimienta wrócił do Barcelony. W 2006 roku otrzymał szansę trenowania juniorskiej drużyny Barcelony – Cadete. Na tym stanowisku z sukcesami pracował do 2015 roku.
W 2015 roku został asystentem trenera Gerarda Lópeza w FC Barcelonie B. W 2017 roku został trenerem juniorskiej drużyny Barcelony – Juvenilu A i zdobył z nią Młodzieżową Ligę Mistrzów w sezonie 2017/18.
W kwietniu 2018 roku, po zwolnieniu Gerarda Lópeza, został trenerem Barcelony B.